# ジェレミー・ドゥツィアク
ジェレミー・ドゥツィアク（Jeremy Dudziak 、1995年8月28日 - ）は、ドイツ・デュースブルク出身のプロサッカー選手。ポジションはMF。

## 経歴

### クラブ
地元クラブであるMSVデュースブルクの下部組織でプレーをはじめ、シャルケ04を経て16歳の時にボルシア・ドルトムントのアカデミーに入団。
2015年1月27日、ドルトムントと初めてのプロ契約を結んだ。契約期間は2018年6月30日まで。2015年3月21日のハノーファー96戦でプロデビューを果たした。
2015年8月28日、FCザンクトパウリに移籍。
2021年8月16日、SpVggグロイター・フュルトと2024年までの契約を結んだ。
2023年1月、ハタイスポルにレンタル移籍。
2023年6月30日、ヘルタ・ベルリンに移籍。

### 代表
自身はドイツで生まれ育ったが、父親がガーナ系チュニジア人のためドイツ・ガーナ・チュニジアの各代表のいずれかでプレーする権利を有していた。
ユース年代はドイツ代表でのプレーを選び、UEFA U-19欧州選手権2014では優勝を果たした。
フル代表はチュニジア代表への鞍替えを決断。2019年9月6日のモーリタニア戦でチュニジア代表デビューを果たした。